# الخربة (مناخة)

تعديل مصدري - تعديل

الخربة هي إحدى قرى عزلة بني حسن وحسين بمديرية مناخة التابعة لمحافظة صنعاء، بلغ تعداد سكانها 177 نسمة حسب تعداد اليمن لعام 2004.